# Őze Sándor
Őze Sándor (Szentes, 1963. június 9. –) magyar történészprofesszor, az MTA doktora DSc, egyetemi tanár.

## Életútja
1981-ben szerzett érettségit a hódmezővásárhelyi Bethlen Gábor Gimnáziumban, majd 1982 és 1988 között az Eötvös Loránd Tudományegyetem Bölcsészettudományi Kar magyar-történelem szakon közép- és koraújkori speciális tanulmányokat végzett. 1987-ben Lipcsében a német reformáció török képét tanulmányozta, 1994-1995-ben DAAD ösztöndíjasként tanult a müncheni Südost-Institutban. 2000-ben a Geisteswissenschaftliches Zentrum ösztöndíjával ismét Lipcsében tanult.
1996-ban lett az MTA történelemtudományok doktora, majd 2004-ben habilitált a Pázmány Péter Katolikus Egyetemen. 2014-ben irodalom- és kultúratudományok kandidátusa lett.
Oktatói pályája 1989-ben vette kezdetét, a KLTE Régi Magyar Irodalom tanszékén volt tanársegéd. 1995-96-os tanévtől a Pázmány Péter Katolikus Egyetemen oktató. 1997 nyarán a Babes-Bolyai Egyetem nyári egyetemén Kolozsvárott, majd 2003 februárjában a Galway Egyetemen ERASMUS ösztöndíjjal tanított. 2003 áprilisától a CEPUS ösztöndíj keretében tanított és kutatott a Babes-Bolyai Egyetemen. 2004 tavaszi szemeszterében szemináriumot tartott a Lipcsei Egyetemen. 2007 nyarán 4 hónapot töltött a KAAD ösztöndíjával a lipcsei egyetemen, 2017 szeptemberében ERASMUS oktatóként a Jereváni Pedagógiai Egyetemen tanított. 2013-tól a PPKE BTK Történettudományi Intézetének vezetője, 2017-től a PPKE BTK Történelemtudományi Doktori Iskolájának vezetője.
1988-ban lett a KSH kézirattárosa, majd 1990-től kezdve a Magyar Nemzeti Múzeum Újkori Osztályán dolgozott. 1995-től az Eötvös Collegium kuratóriumi tagja. 1999-ben Brüsszelben az Europalia Hungaria kiállitási biztosa volt, a kiállítás miniszteri biztosa, dr. Hankiss Ágnes mellett dolgozott. 2001-2003 között a Károlyi Palota Kulturális Központ főigazgató-helyettese volt, 2022-től a Petőfi Irodalmi Múzeum Hankiss Ágnes Intézetének igazgatója.

## Családja
Édesapja id. Őze Sándor a székkutasi általános iskola matematika-fizika tanára volt, édesanyja Csepregi Mária Márta magyar-földrajz szakos tanár volt ugyanitt. Húga Őze Noémi, biológia- kémia szakos tanár. Felesége Sághy Katalin magyar-történelem szakos gimnáziumi tanár, a Deák téri Evangélikus Gimnáziumban dolgozik. Gyermekeik: Ágnes pszichológus, Eszter művészettörténész és Sándor.

## Díjai, kitüntetései
- 1991-ben a Gróf Széchenyi István és kora emlékkiállítás rendezéséért a Magyar Bronz Érdemkeresztet kapta.
- 2016-ban megkapta a Magyar Érdemrend tisztikeresztjét.
- 2020-ban a Közép-Európa Tanulmányok megszervezéséért a Lengyel Köztársasági Érdemrend tiszti keresztjével tüntette ki a lengyel miniszterelnök.

## Művei
- Őze Sándor: Apokaliptikus időszemlélet a korai reformáció Magyarországán (1526–1566) Budapest, Magyarország : Magyar Napló, Írott Szó Alapítvány (2016)
- Őze, Sándor: Apocalypticism in early Reformation Hungary (1526-1566) Budapest, Magyarország , Leipzig, Németország : Leipziger Universitätsverlag, Magyar Napló (2015)
- Őze, Sándor: A határ és a határtalan: Identitáselemek vizsgálata a 16. századi magyar ütközőzóna népességénél, Budapest, Magyarország : Magyar Egyháztörténeti Enciklopédia Munkaközösség (METEM), Historia Ecclesiastica Hungarica Alapítvány (2006)[1]
- Őze Sándor: „Kálvinok és ortodoxok”: Egy dél-alföldi város, Szentes emlékezete és önmeghatározási kísérlete a török kiűzése utáni fél évszázadban In: Csorba, Dávid; Szatmári, Emília (szerk.) "...Tanácsaid hűség és igazság" : Tisztelgő írások Dienes Dénes professzor úr 65. születésnapjára Budapest, Magyarország, Sárospatak, Magyarország : Károli Gáspár Református Egyetem Egyház és Társadalom Kutatóintézetének Reformáció Öröksége Műhelye, Károli Gáspár Református Egyetem Hittudományi Kar Egyháztörténeti Kutatóintézet, Tiszáninneni Református Egyházkerület (2021) pp. 199-218. ,
- Dobrovits Mihály, Őze Sándor: Ottoman Rule in Hungary and the Knowledge of Islam During The Second Half of the 16th Century and the First Three Decades of the 17th Century Leipzig, Németország , Budapest, Magyarország : Leipziger Universitätsverlag, Szent István Társulat (2020) , 218 p.
- Őze Sándor ; Őze Sándorné: Sárréti Sasok: Nemzeti ellenállási mozgalom Kelet-Magyarországon 1948-1953, Budapest, Magyarország : Kárpátia Stúdió (2012)
- Őze Sándor: State Security Control in Hungarian Historiography from 1956 to the Change of Regime In: Hankiss, Ágnes; Őze, Sándor (szerk.) The Haunting Past : The Afterlife of Communist Secret Services Budapest, Magyarország : Hamvas Institute, (2010) pp. 61-83. , 23 p.
- Őze Sándor: Nemzettudat és historiográfia. Budapest, Magyarország : Hamvas Béla Kultúrakutató Intézet (2009) , 272 p.